# EE-T1 Osório
De Engesa EE-T1 Osório was een Braziliaans prototype voor een main battle tank (MBT) en was een privaat project van Engesa, waarvan de ontwikkeling werd gestart in 1982. Er werd verwacht dat de tank een exportsucces zou worden naar Arabische en derdewereldlanden. Door politieke gebeurtenissen, waaronder de Golfoorlog en politieke druk uit de VS, werd de tank niet in productie genomen. Hierdoor ging Engesa failliet en de twee gebouwde prototypes werden overgedragen aan de Braziliaanse landmacht.

## Voorgeschiedenis en ontwikkeling
Het bedrijf Engesa werd in 1963 opgericht en knapte in eerste instantie oude pantservoertuigen op voor het Braziliaanse leger. Ook werden er pantservoertuigen geproduceerd, zoals de EE-9 en EE-11. Alle voertuigen van Engesa hadden enkele dingen met elkaar gemeen: simpele en flexibele ontwerpen, lage kosten, goede resultaten en betrouwbaarheid, makkelijk in gebruik en gemakkelijk onderhoud. Alle voertuigen waren gebaseerd op een nieuw gepatenteerd systeem met de naam “Engesa Boomerang”. Dit systeem en andere modificaties verlengde het gebruik van de oudere voertuigen uit de Tweede Wereldoorlog. Voertuigen van Engesa werden in principe exclusief geëxporteerd naar ontwikkelingslanden en dan vooral naar landen in Latijns-Amerika, het Midden-Oosten en Afrika.
In de jaren 1980 zocht Saoedi-Arabië vervanging voor de AMX-30 MBT's. De regering wilde de Leopard 2 aankopen, maar dit werd door Duitsland geweigerd, omdat Saoedi-Arabië geen lid was van de NAVO. Engesa greep dit gat in de markt aan en zocht samenwerking om samen met een ander bedrijf een tank te ontwikkelen. Samenwerking met Thyssen-Henschel in Duitsland werd gezocht maar zij hadden geen interesse. Porsche had wel interesse maar de Duitse regering kwam tussenbeide en de samenwerking moest gestopt worden.
Zodoende startte Engesa een eigen project, maar moest zich wel houden aan de beperkingen die het Braziliaanse leger stelde. De eerste beperking was dat de massa niet boven de 36 ton mocht komen. Dit was technisch gezien onmogelijk, de lichtste MBT op dat moment was de T-72 met 44,5 ton. De tweede beperking hield in dat de tank niet breder dan 3,2 meter mocht zijn vanwege de infrastructuur in Brazilië. Deze was gelijk aan veel infrastructuur in andere ontwikkelingslanden en er werd verwacht dat deze landen ook interesse zouden hebben in het project.
Engesa ging met de tweede beperking akkoord, maar negeerde de eerste en schatte de massa op 42 ton. Een belangrijke beslissing was ook dat er een basisromp zou worden ontwikkeld en twee verschillende geschuttorens, een met een 105 mm en een met een 120 mm kanon. Engesa wilde echter in 1985 het eerste prototype gebouwd hebben dus werd het chassis door henzelf ontworpen en het Britse bedrijf Vickers Defence Systems kreeg de opdracht om de twee geschuttorens te ontwerpen om zo het ontwerpproces te versnellen.
Ondanks het feit dat Engesa de Osório ook ontwikkelde om te verkopen aan het Braziliaanse leger kreeg het bedrijf geen steun van de overheid. Daarom moest het bedrijf het geïnvesteerde bedrag van meer dan honderd miljoen dollar zelf bekostigen met daarvoor behaalde winsten. Het eerste prototype (P1) was gereed in 1985, de tweede in 1986 (P2).
De naam werd gekozen als eerbetoon aan Manuel Luís Osório, de oprichter van de cavalerie in het Braziliaanse leger. Ook was het de eerste tank die volledig onafhankelijk werd ontworpen in Brazilië, alhoewel invloeden van buitenlandse ontwerpen zichtbaar zijn.

## Ontwerp
De Osório zou in minstens twee varianten geproduceerd worden. Deze maakten gebruik van hetzelfde basis chassis, maar hadden verschillende torens. De "standaard" toren (P1)  was bewapend met het Britse 105 mm L7A3 kanon. Dit was een doordachte keuze van Engesa, omdat het kanon door veel landen in gebruik was, de prijs was redelijk en het kanon had bewezen goed te presteren. Een ander pluspunt voor dit kanon waren de vele types munitie die verkrijgbaar waren, namelijk APFSDS, HE, HESH, HEAT, APERS en canisters. De totale munitievoorraad bedroeg 35 granaten. De secundaire bewapening bestond uit twee 7,62 mm machinegeweren; één coaxiaal aan het kanon gemonteerd en één op het dak van de toren. De EE-T1 was vooral gericht op verkoop aan het Braziliaanse leger.
De tweede toren (P2) was ontworpen voor gebruik in het Saoedische leger. De bewapening bestond hier uit een Franse “smooth-bore” (gladde loop) 120 mm GIAT G1 kanon. Deze kon APFSDS en HEAT granaten vuren en had een totale munitievoorraad van 38 granaten. Theoretisch had het 120 mm kanon tachtig procent kans om een bewegend doel te raken op een afstand van twee kilometer. Het Britse 120 mm L11 kanon had een te grote terugslag voor een tank van 42 ton en kon daardoor niet gekozen worden. Ook het Duitse Rheinmetall 120 mm L/44 kanon was geen optie vanwege het Duitse beleid van wapenverkoop aan het buitenland. Een 7,62 mm machinegeweer was coaxiaal gemonteerd naast het kanon en een 12,7 mm machinegeweer werd gebruikt als ADMG (luchtafweer) en was gemonteerd op het dak van de toren. Deze versie was vooral gericht op verkoop aan Saoedi-Arabië.
Het vuurleidingssysteem was geheel geautomatiseerd en ontwikkeld door Marconi Electronic Systems. Er was een laser-afstandsmeter ingebouwd en voor de schutter een Belgische LRS-5DNLC periscoop. Dit was een optische periscoop die voor dag en nacht (thermo) geschikt was.  De commandant had de beschikking over een LRS-5DN periscoop. Daarnaast waren in de commandantkoepel vijf periscopen gemonteerd voor een volledig zicht in de omgeving. Het kanon en vuurleidingssysteem waren volledig gestabiliseerd. Zowel het 105 mm kanon als het 120 mm kanon zouden onder licentie geproduceerd gaan worden in Brazilië. De bemanning bestond uit vier personen: commandant; bestuurder; schutter en lader. Ook was er een rookbuslanceerinrichting met twaalf rookgranaten om een rookgordijn te kunnen leggen.
In eerste instantie wilde Engesa een MTU motor gebruiken, maar de prijs was te hoog. In plaats daarvan werd een Nederlandse MWM 1040 pk dieselmotor TBD 234 met turbolader geselecteerd. Deze was gekoppeld aan een Duitse ZF LSG 3000 transmissie. Deze transmissie werd ook gebruikt in de K1, C-1 Ariete en Leopard 2. De ophanging was een hydropneumatische type en leek op dat van de Britse Challenger. De ophanging was ontworpen door Dunlop. Het chassis had aan beide zijden zes wielen en drie ondersteuningsrollen. De rupsbanden toonden veel gelijkenis met die van de Leopard 2. De brandstoftanks hadden een inhoud van 1354 liter. Het pantser bestond uit een combinatie van aluminium en staal, koolstofvezel en keramische materialen (bimetaal en composiet/laminaat pantser - Chobham pantser, vergelijkbaar met de Britse Challenger). Engesa zei hierbij dat dit een volledige bescherming was tegen HEAT granaten. Waarschijnlijk was de tank wel kwetsbaarder dan de westerse tanks.
De tank reed binnen tien seconden 30 km/h, de topsnelheid was 70 km/h en het bereik was maximaal 550 kilometer in de juiste omstandigheden. De tank kon hellingen nemen van dertig graden, 3 meter wijde gaten, zoals greppels of loopgraven, overbruggen, kon over obstakels heen van maximaal 1,15 m hoog en de maximale rijdiepte in water was 1,2 meter diep. De tank had daarnaast een automatisch brandblussysteem in het gevechts- en motorcompartiment.

## Varianten
- EE-T1 P1 'basisversie' met 105 mm kanon (1)
- EE-T1 P2 versie bestemd voor verkoop aan Saoedi-Arabië met 120 mm kanon (1)

### Gepland (niet gebouwd)
- Versie met Russisch 2A46 125 mm kanon
- Gemechaniseerde houwitser, bewapend met een Oostenrijkse Noricum GHN-45 155 mm houwitser. Deze variant is nooit volledig uitgewerkt.
- Gemechaniseerd luchtafweergeschut
- Bruggenlegger
- Genietank[2]

## Saoedi-Arabië
Eén van de belangrijkste redenen om de ontwikkeling van de Osório te starten was toch wel de vraag naar een tank door Saoedi-Arabië. De plannen voor een contract met Saoedi-Arabie waren zo belangrijk dat de minister van het leger, Leônidas Pires Gonçalves, persoonlijk naar Saoedi-Arabië ging om politieke ondersteuning voor de aankoop te bieden. De Saoedische regering had de keuze tussen de Osório, AMX-40, M1 Abrams en de Challenger. Om te beslissen welke tank zou worden aangekocht werden alle in de Saoedische woestijn getest.
Tijdens de tests in de woestijn van Saudi-Arabië bleek de Osório, samen met de Abrams uitstekend te presteren. De eerstgenoemde schoot iedere vier seconden en, met een snelheid van 70 km/h, had het een totaal van zestien doeltreffers in 32 seconden. Toen de tank tijdens de volgende tests door een Saoedische bemanning werd bediend, werden dezelfde resultaten behaald. Ter vergelijking;  de M1 Abrams maakte 12 doeltreffers, de AMX-40 schoot acht keer raak en de Britse Challenger zes keer. Ook tijdens de rijtests kwamen de Abrams en Osório er het best vanaf. Enkele duizenden kilometers werden afgelegd in een woestijn met afwisselend steen en zand. Bij de AMX-40 explodeerde de motor tweemaal en de Challenger verloor een motor samenstel en een transmissiehuis. Andere problemen bij deze tanks lagen in de snelle slijtage van het kanon van de AMX en het Britse vuurgeleidingssysteem vertoonde veel fouten.
De keuze kwam dus te liggen tussen de Abrams en Osório. Het verschil in massa pakte hierbij goed uit voor de Braziliaanse tank. Tijdens het opladen van de Abrams op een trailer brak hiervan een as vanwege de hoge massa. Hierdoor was de Abrams genoodzaakt op eigen kracht op de testsite te arriveren. Hierbij kwam een ander negatief aspect aan het licht; de snelle slijtage aan de rupsbandblokken, die circa elke 300 km vervangen moesten worden. Engesa ging er dan ook van uit dat zij uiteindelijk het contract zouden krijgen en rekenden op een bestelling van duizend tanks. Aan het einde van 1987 was deze hoeveelheid al gedaald naar 530 tanks. Het definitieve contract werd verwacht in mei 1988, maar pas in augustus 1989 maakte de Saoedische regering bekend om 318 stuks, met een waarde van 7,2 miljard dollar, te willen aanschaffen. De bijnaam Osório van de EE-T1 zou dan veranderd worden in "Al Fahd", dit betekent "leeuw van de woestijn".
Ondanks het feit dat de EE-T1 als beste uit de tests naar voren was gekomen besloot de Saoedische regering in november 1989 om de Amerikaanse M1A2 Abrams aan te schaffen. Dit kwam vooral door de versterkte banden tussen beide regeringen, positieve media-aandacht over de Abrams en een omvangrijke oorlogsschuld aan de VS.

## Einde
Doordat Saoedi-Arabië de tanks uiteindelijk niet meer aanschafte, moest Engesa op zoek naar een andere potentiële koper, maar kon deze niet vinden. Dit kwam onder andere doordat de Koude Oorlog was afgelopen en veel landen een overschot aan tanks op de markt brachten. Dit leidde ertoe dat veel tanks werden verkocht voor de sloopwaarde en zelfs Leopard 2 tanks werden voor minder dan een miljoen dollar doorverkocht. De nieuwkomer EE-T1, met een nieuwprijs van ongeveer 3,8 miljoen dollar, overigens een betrekkelijk lage prijs voor een nieuwe tank, vond hierdoor geen afzetmarkt. Uiteindelijk verminderde de regering ook de staatssteun voor Engesa. Aangezien Engesa haar gehele vermogen had geïnvesteerd in de ontwikkeling van de Osório was er te weinig geld en in 1990 werden 3000 van de 5000 werknemers ontslagen. In 1993 ging Engesa failliet en de twee prototypes werden overgedragen aan het Braziliaanse leger.
Hier werden zij bij het 13e RC Mec (13e Gemechaniseerde Regiment der Cavalerie) ingedeeld, gelegen in Pirassununga, regio São Paulo. Ze werden niet ingezet en zouden op 20 november 2002 geveild worden voor een bedrag van 300.000 dollar en eigendom worden van een particulier. Deze veiling werd door het EB geblokkeerd. De tanks werden opgeknapt en op 22 maart 2003 vond er een inhuldigingsceremonie plaats waarbij de P2 deelnam in een parade. De P1 werd op dat moment gerepareerd en is later opgenomen in hetzelfde regiment. Nu zijn de tanks daadwerkelijk eigendom van de landmacht en ze worden beschouwd als monumenten van de technologie in Brazilië.
Theoretisch gezien is de P2 de meest geavanceerde tank in het Braziliaanse leger, alhoewel deze niet actief in gebruik is. In 2003 vond er een revisie plaats en heeft het leger gekeken naar de mogelijkheden voor vervolg productie. Alle middelen daarvoor zijn in handen van het leger, maar de kans dat het daadwerkelijk zal gebeuren is klein. Op dit moment bevindt de P2 zich bij de legerkazerne in  Pirassununga en staat naast een M41 Caxias. De P1 bevindt zich in het Museum Conde de Linhares.